# Krzew gorejący

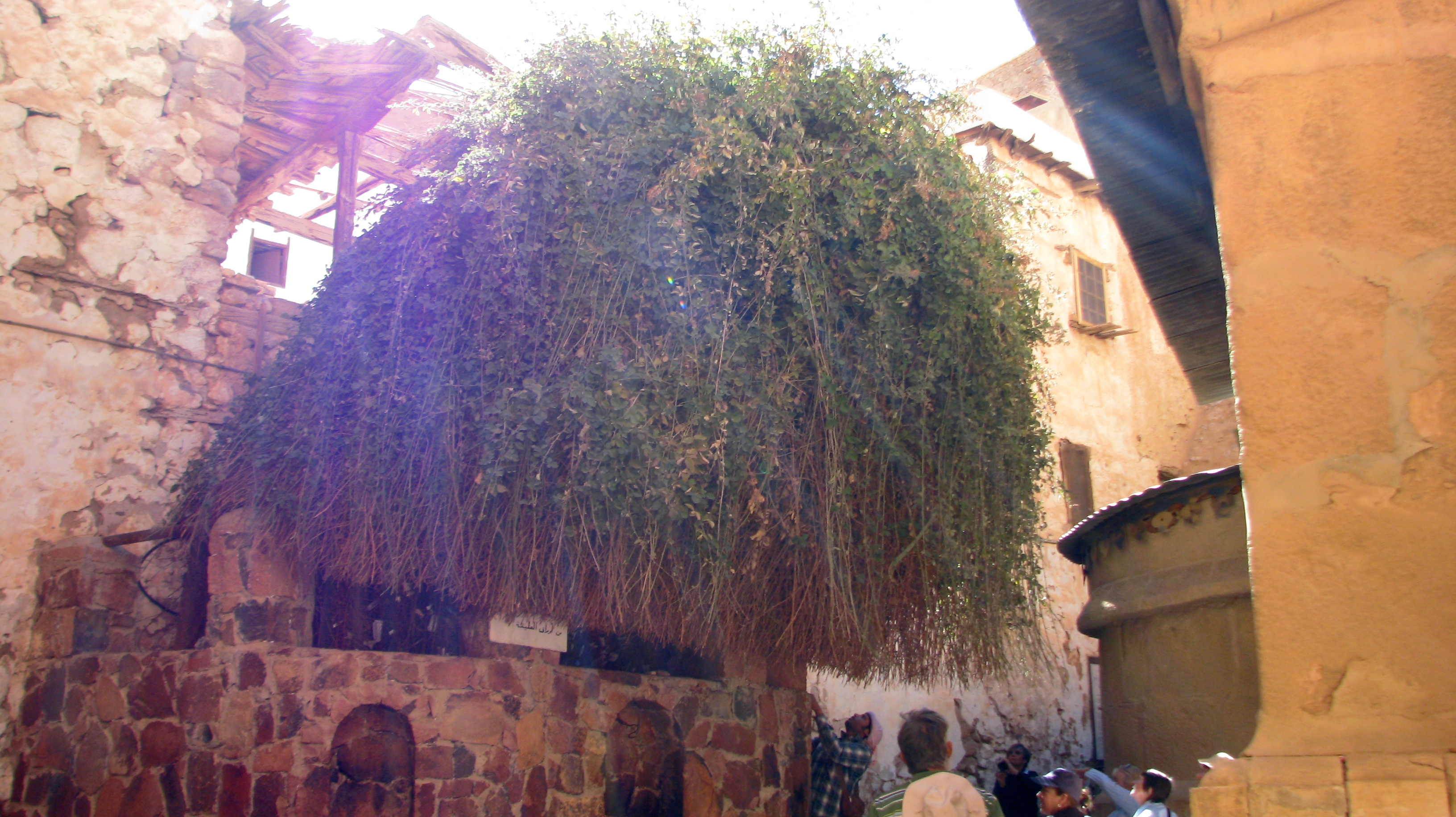
Krzew indentyfikowany z Krzewem gorejącym znajdujący się na terenie Klasztoru św. Katarzyny u podnóża góry Synaj w Egipcie.

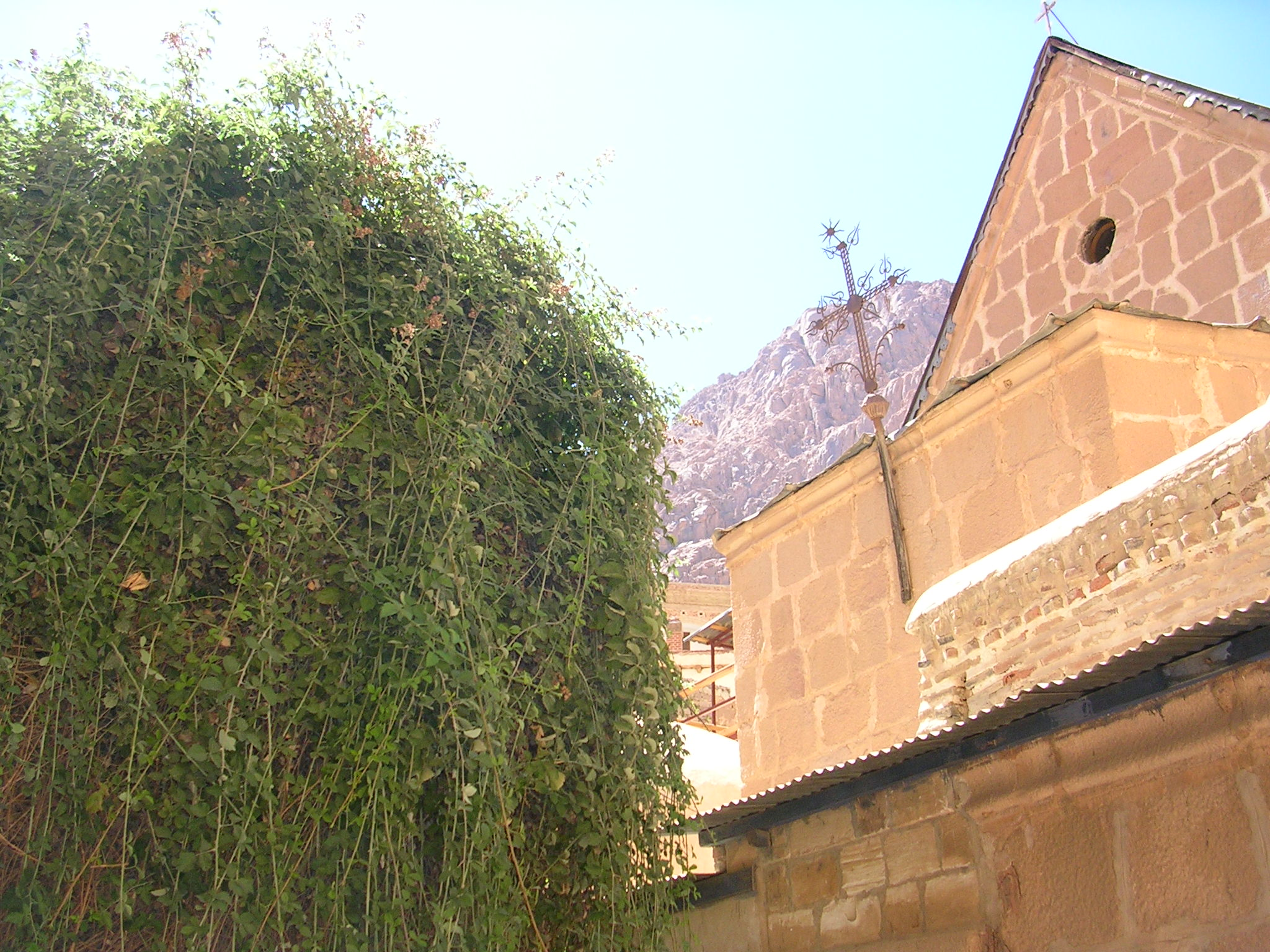
Domniemany Krzew gorejący z bliska

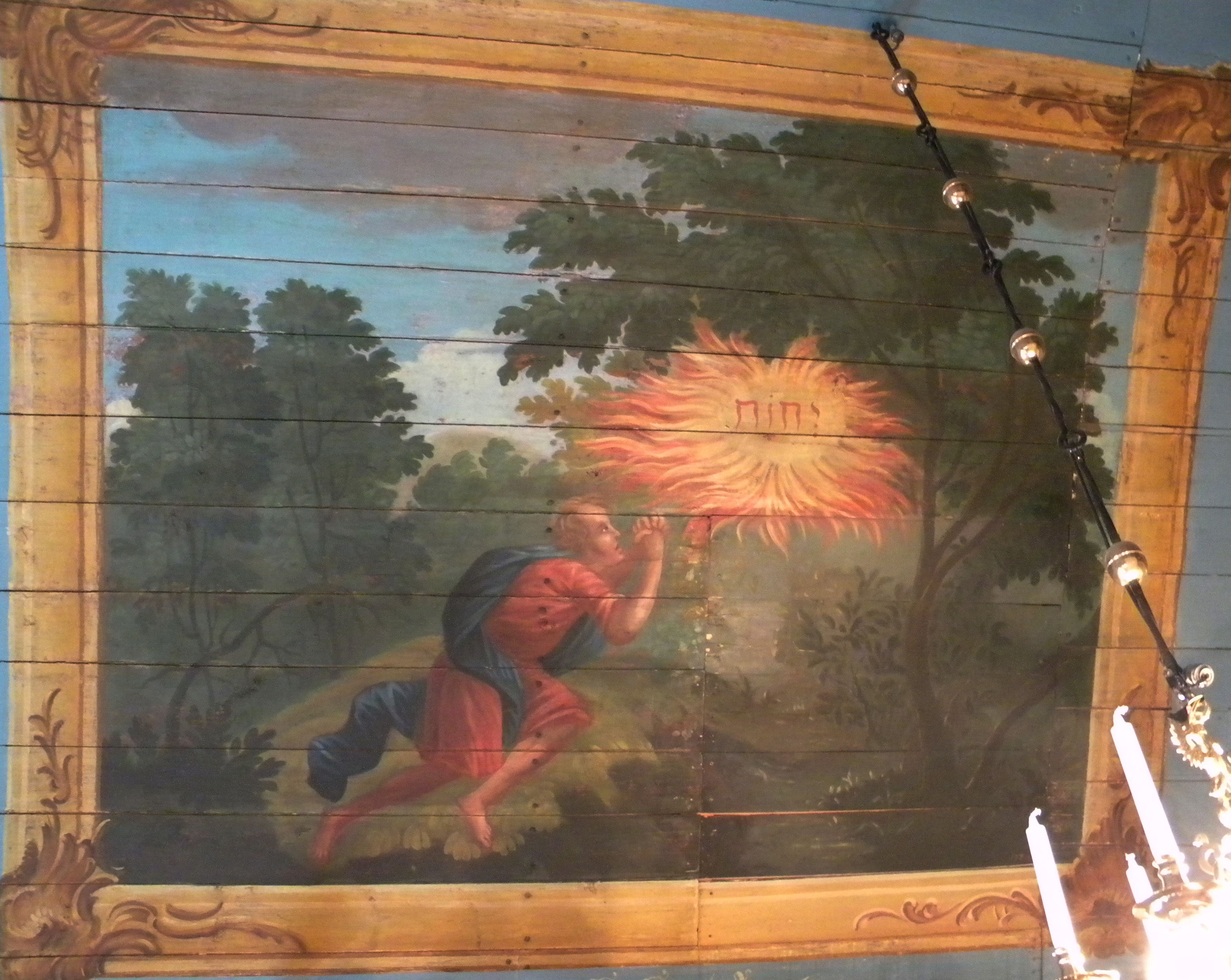
Krzew gorejący – obraz z 1770 r., Mojżesz z tetragramem JHWH w krzewie gorejącym

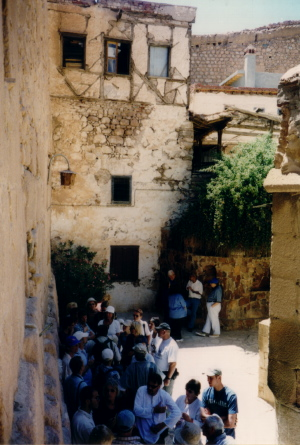
Krzew dostępny dla pielgrzymów i turystów, których jest ponad 100 tys. rocznie. Jest to jedyny tego typu krzak na całym Synaju

Krzew gorejący (hebr. ‏הַסְּנֶה הַבּוֹעֵר‎) – postać, pod którą – według Księgi Wyjścia – Bóg Jahwe objawił się pod Horebem (Synajem) i przemówił do Mojżesza.

## Wydarzenie biblijne
Zjawisko to opisane jest w 3 rozdziale Księgi Wyjścia, gdy Mojżesz pasł owce swego teścia Jetry, pod górą Synaj (Horeb) ukazał się mu anioł Boży w płomieniu ognia, ze środka krzewu. Mojżesz widział, jak krzew płonął ogniem, a nie spłonął od niego. Jahwe nakazał Mojżeszowi zdjąć sandały, ponieważ ziemia, na której stał była święta w następstwie specjalnego objawienia Boga. Anioł Jahwe oznajmił Mojżeszowi, że Bóg powziął zamiar wyprowadzenia swego ludu z niewoli egipskiej. Bóg po raz pierwszy wyjawia znaczenie swojego świętego imienia, łącząc je ze swym zamierzeniem wyzwolenia ich i wprowadzenia ich do Ziemi Obiecanej. Historię tego zdarzenia przypominają Marek Ewangelista w Mr 12:26 oraz Łukasz Ewangelista w Łk 20:37 i w Dz 7:30-34.
Wydarzenie związane z krzewem gorejącym przedstawia znaczenia imienia Boga. Chociaż określenie Boga mianem JHWH było używane już wcześniej, to według Biblii znaczenie imienia zostało wyjaśnione dopiero wtedy. Powstało ono w oparciu o słowo היה = być, stać się. Jednakże יהוה [JHWH] nie jest 3. osobą liczby pojedynczej od היה, chociaż według Pięcioksięgu sens słowa był bliski znaczeniu [On] jest. Wydaje się więc, iż JHWH jest zlepkiem trzech zwrotów:
- היה (gdzieniegdzie jako יהי) = był,
- הוה (gdzieniegdzie jako היה) = jest,
- יהיה = będzie.

JHWH jest kauzatywną (niedokonaną) formą hebrajskiego czasownika hawah i może być tłumaczone na „on powoduje że się staje”. Można więc powiedzieć, iż imię JHWH oznacza [On] jest zawsze lub Istniejący

## Krzew gorejący naSynaju
Według tradycji krzew ten znajduje się na terenie Klasztoru św. Katarzyny u podnóża góry Synaj w muhafazie Synaj Południowy w Egipcie, w Parku Narodowym Świętej Katarzyny.
Rzymska cesarzowa Helena w 337 nakazała wybudować u stóp Góry Synaj kaplicę wokół domniemanego krzewu gorejącego, w celu uświęcenia miejsca ukazania się Boga pod jego postacią. Krzew ów już wcześniej przyciągał pustelników i pielgrzymów. Gorejący Krzew stanowi relikwię na dziedzińcu obecnego klasztoru, w jego północno-wschodniej części. Krzew przeniesiono na to miejsce (za absydę bazyliki św. Katarzyny) w związku z wybudowaniem na miejscu, w którym rósł pierwotnie, kaplicy Heleny. Obecnie jest on dostępny dla pielgrzymów i turystów. Jest to jedyny tego typu krzak na całym Synaju, a wszystkie próby wyhodowania gdzie indziej zakończyły się fiaskiem.
Na niektórych okolicznych skałkach można zauważyć czarny wzór liścia, niektórzy uważają, że wzory zostały spowodowane przez Boskie światło tak intensywne, że widać na kamieniach wzór żywych roślin, które przypominają liście z krzewu gorejącego. Geolodzy uważają, że wzory te powstały wskutek reakcji chemicznych, które pozostawiły związki manganu. Na terenie monasteru znajduje się kaplica nazwana od Gorejącego Krzewu, którą można oglądać tylko po uzyskaniu specjalnego zezwolenia od tamtejszych prawosławnych greckich mnichów. Wewnątrz tutejszej granitowej bazyliki, na łuku można zobaczyć dwie sceny z Mojżeszem zdejmującym sandały przed krzakiem ognistym oraz otrzymującym od Boga Dekalog.
Co roku ogląda go ok. 100 tysięcy osób. Najczęściej po porannym zejściu z Góry Synaj, gdzie podziwia się wschód słońca. Zwiedzanie organizowane jest najczęściej przez biura turystyczne z oddalonego o ok. 100 km kurortu Szarm el-Szejk.

## Próby naukowego wytłumaczenia
Pokazywany przez zakonników w Klasztorze św. Katarzyny na Synaju krzew to jeżyna krwista (Rubus sanctus), która w czasie kwitnienia obsypana jest różowo-krwistymi kwiatami. Zdaniem J. Maillata i S. Maillata (botanicy, badacze roślin biblijnych) zdecydowanie nie mógł to być ten gatunek. Jeżyna krwista rośnie w miejscach wilgotnych, nad brzegami rzek i potoków, podczas gdy zjawisko miało miejsce na pustyni. Uczeni ci, a także N.H. Moldenke, A.L. Moldenke sugerują, że mógł to być gązewnik akacjowy (Plicosepalus acaciae), który jest rośliną pasożytniczą, zasiedla różne krzewy rosnące na pustyni, a jego szkarłatnoczerwone kwiaty są podobne do płomyków ognia. N. Haureveni odrzuca tę sugestię, zwracając uwagę, że Mojżesza nie mógł zmylić gązewnik, przez wiele lat przebywał bowiem na pustyni, a roślina ta jest w tych rejonach dość pospolita. Twierdzi, że zjawisko gorejącego krzewu mogło być często występującą na pustyni fatamorganą.
Niektórzy uważają, że krzewem gorejącym mógł być dyptam jesionolistny (Dictamnus albus), popularnie nazywany nawet krzewem gorejącym lub krzewem Mojżeszowym. W czasie upałów wydziela on duże ilości lotnych i łatwopalnych olejków eterycznych. Jednak nie zapalają się one samorzutnie, po podpaleniu powstają tylko bardzo krótkotrwałe płomyki nie uszkadzające rośliny. Ponadto nie występuje on ani w Egipcie, ani na Półwyspie Arabskim.
F.N. Hepper uważa, że zjawiska gorejącego krzewu nie da się naukowo wyjaśnić, i trzeba je rozumieć w kategorii cudu.

## Galeria

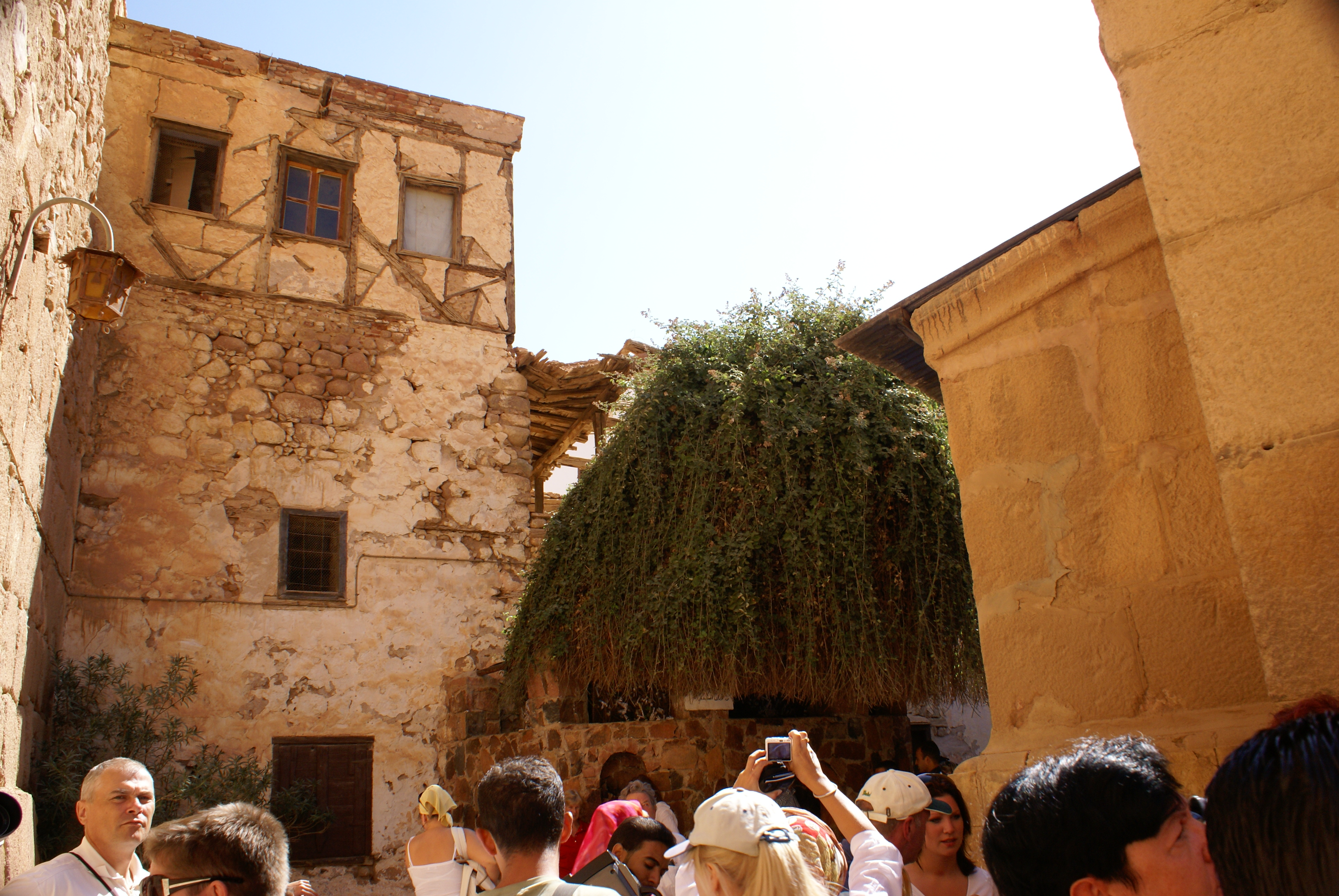
Krzew gorejący oglądany przez turystów przy Górze Synaj
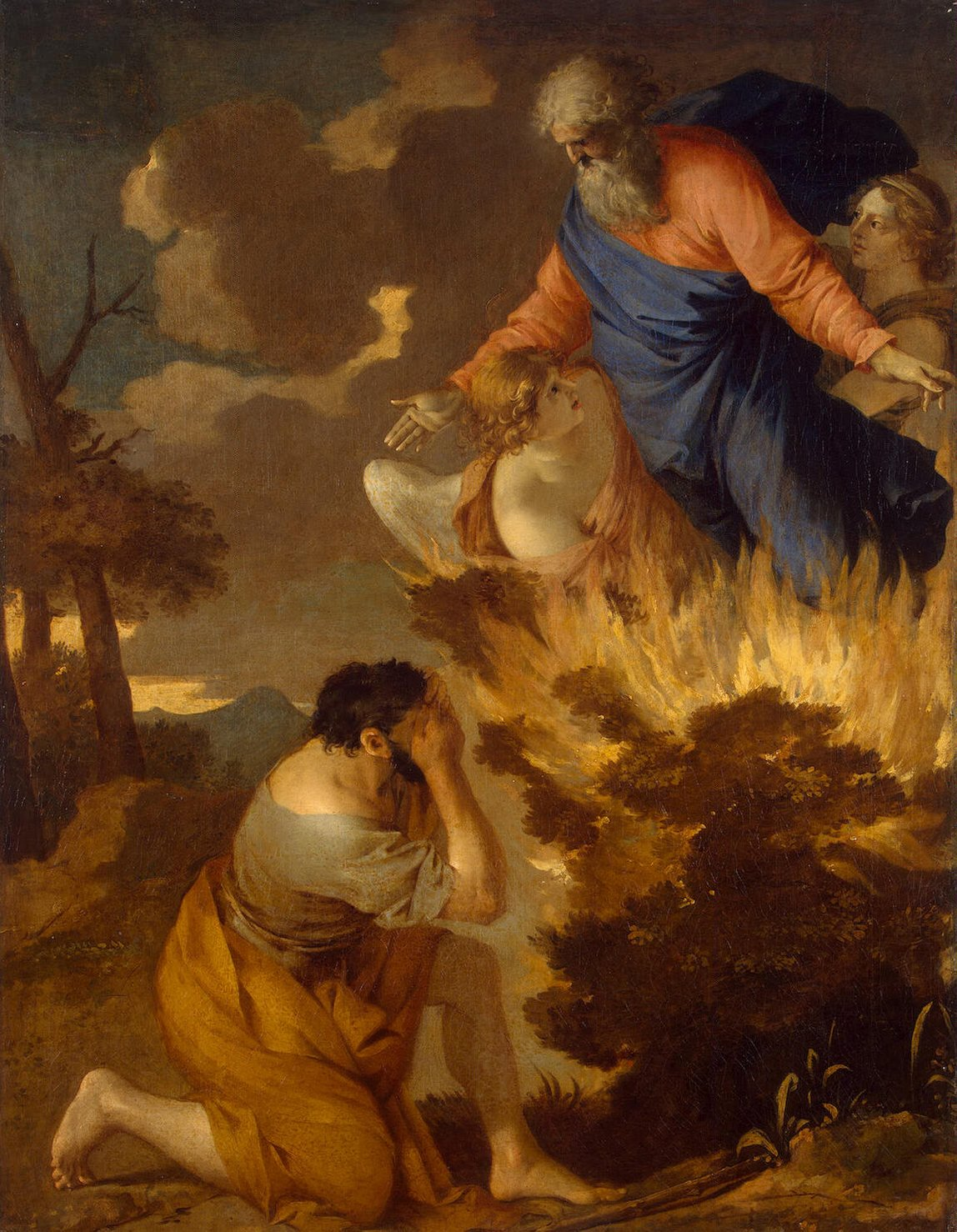
Mojżesz i krzew gorejący na XVII w. obrazie.
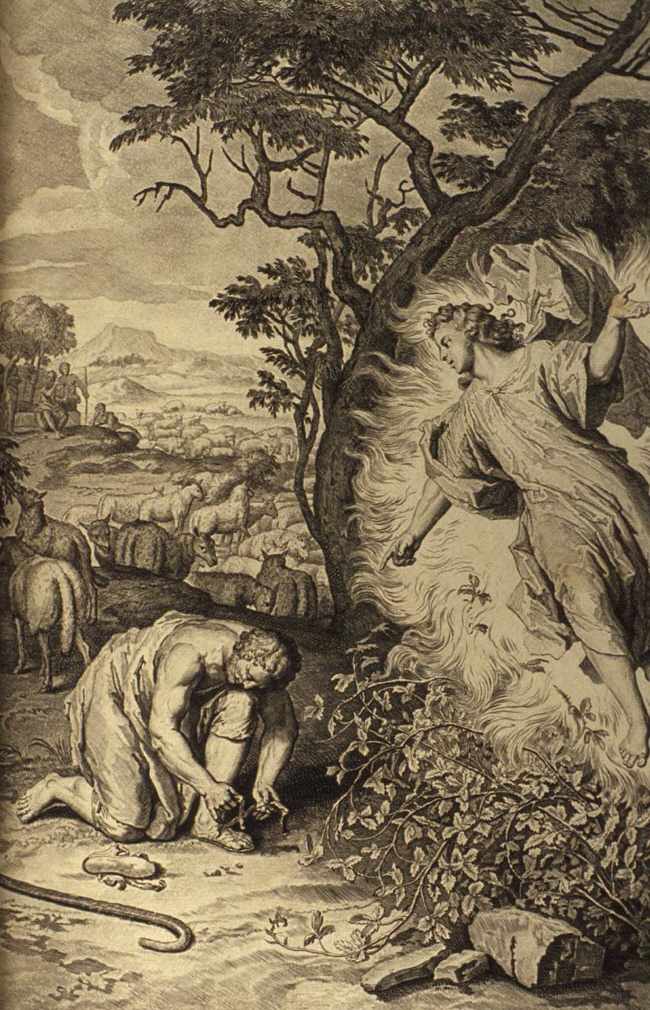
... na ilustracji biblijnej z 1728.
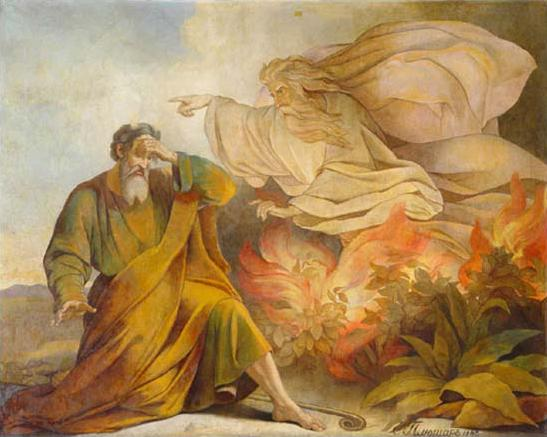
... na XIX w. obrazie...
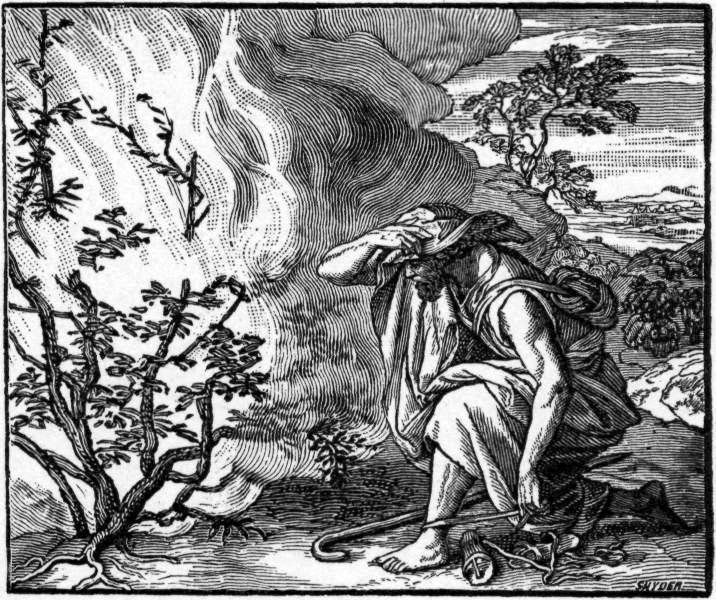
... na ilustracji biblijnej z 1897.
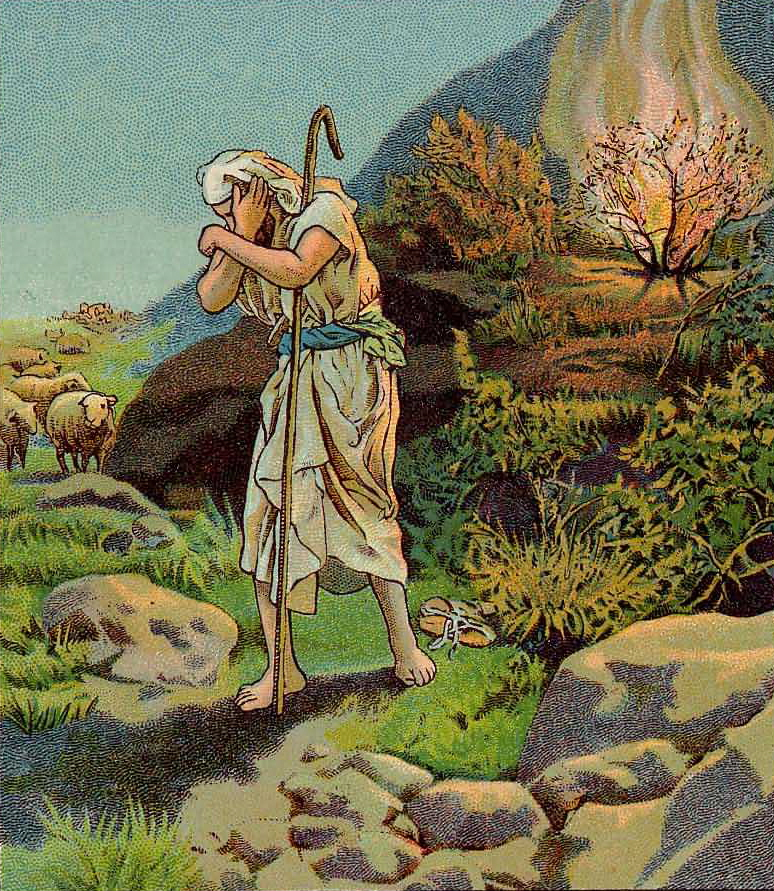
... na ilustracji biblijnej z 1900...
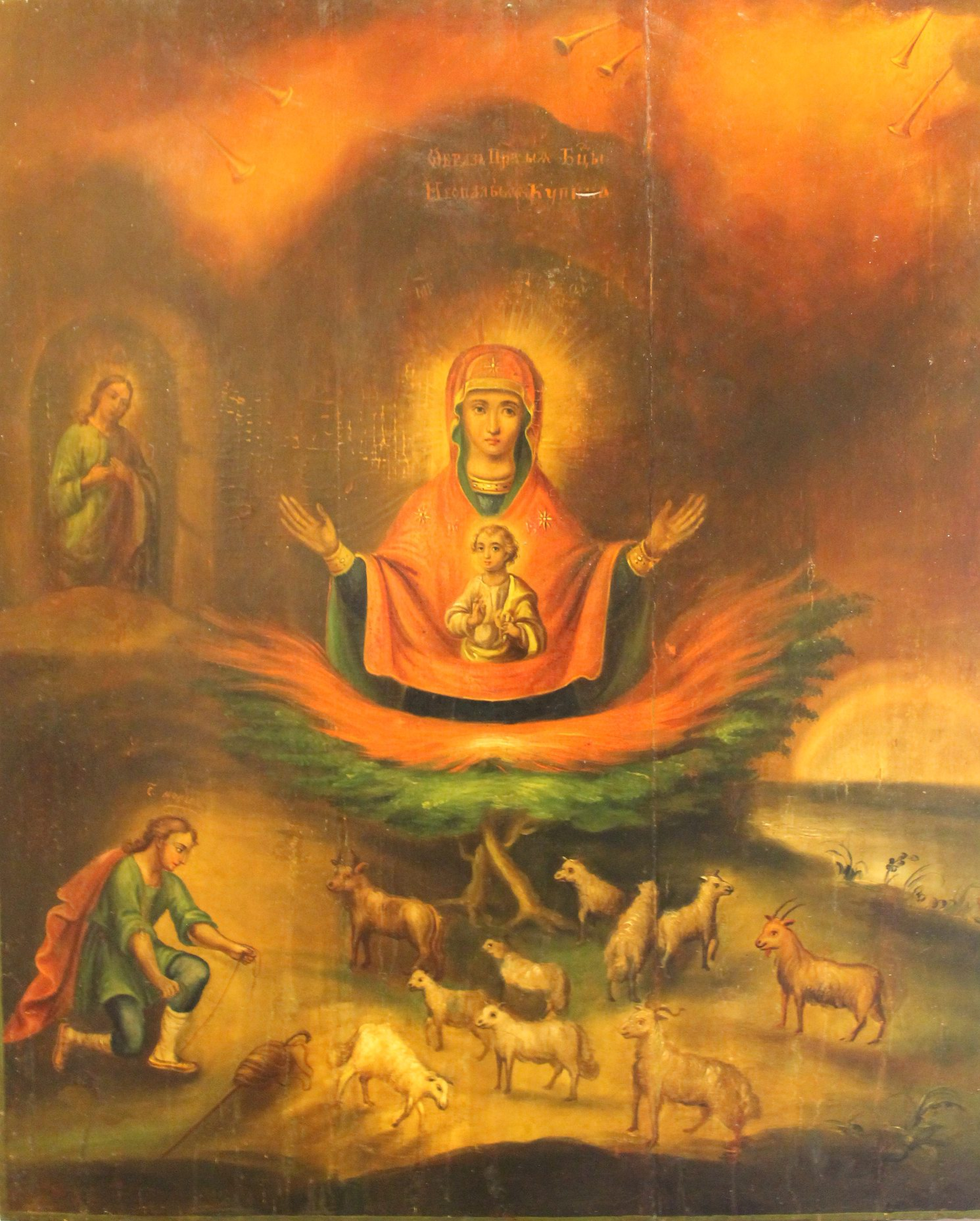
Ikona Matki Bożej „Krzew gorejący według Starego Testamentu”. Z końca XIX w. Ze zbiorów Muzeum Ukraińskich Ikon Domowych w Zamku Radomyśl